# Абсарока — Бэртут
Абсарока — Бэртут (англ. Absaroka–Beartooth Wilderness) — заповедник (территория дикой природы по классификации Международного союза охраны природы) в США в штатах Монтана и Вайоминг. Был создан на существующих землях Национального леса в 1978 году. Дикая природа охватывает два отдельных горных хребта: Бэртут и Абсарока. Эти хребты совершенно различны с геологической точки зрения, причем Абсарока состоит в основном из вулканических (или излившихся) и метаморфических пород, в то время как Бэртут состоит почти полностью из гранитных пород. Абсарока известна своим тёмным и скалистым видом, пышными и густо заросшими лесами долинами и обильным животным миром. Самая высокая вершина в хребте, в Вайоминге, — Фрэнкс-Пик высотой 13 153 фута (4009 м). Бэртут более альпийский, с огромными безлесными плато и самой высокой вершиной Монтаны (Гранит-Пик высотой 12 807 футов (3904 м)). В дикой природе насчитывается более 120 вершин высотой более 10 000 футов (3 000 м) и 28 вершин высотой более 12 000 футов (3 700 м), включая самую высокую вершину Монтаны — Гранит-Пик высотой 12 807 футов (3 904 м). Дикая природа является неотъемлемой частью Большого Йеллоустона площадью 20 миллионов акров (81 000 км²) и граничит с Йеллоустонским национальным парком.

## География
Дикая природа охватывает границу Монтаны и Вайоминга в национальных лесах Галлатин, Кастер и Шошони и занимает площадь 944 000 акров (3 820 км²). Высота над уровнем моря колеблется от 0 до 11 000 футов (3 400 м); максимальная высота находится на плато Бэртут, расположенном высоко в горах Бэртут.

## Экосистема
В исследовании, направленном на определение того, как крупные хищники реагируют на сезон охоты на крупную дичь в Йеллоустонском национальном парке, группа ученых обнаружила, что медведи гризли (Ursus arctos) обычно остаются на территории Йеллоустонского национального парка и начинают двигаться на север (в заповедник Абсарока — Бэртут) с началом охоты. В том же регионе пумы (Puma concolor), прибывающие из-за пределов Йеллоустонского национального парка, имеют тенденцию заходить внутрь с началом охоты. Однако волки (Canis lupus) не меняют своего местоположения, поскольку уже расселяются по территории Йеллоустонского национального парка. Во время охотничьего сезона все эти хищники охотятся на вапити (Cervus elaphus) на севере парка, где находится заповедник Абсарока — Бэртут.

## Активный отдых
Согласно правилам поведения в заповеднике, размер группы ограничен 15 людьми и 15 вьючными и седельными принадлежностями.